# Морська зірка (супертанкер)
25°18′00″ пн. ш. 57°34′00″ сх. д. / 25.3° пн. ш. 57.56666667° сх. д.
Sea Star — південнокорейський супертанкер, який 19 грудня 1972 року вилив близько 115 000 тонн сирої нафти в Оманську затоку після зіткнення з бразильським танкером Horta Barbosa. Після зіткнення обидва судна загорілися і були покинуті екіпажами. Дванадцять членів екіпажу загинули у вогні, який тривав п'ять днів. «Сі Стар» намагалися підняти до ліквідації пожежі на борту, але після кількох вибухів судно затонуло в Оманській затоці 19 грудня 1972 року.
Першим кораблем на місці події був есмінець ВМС США USS Charles R. Ware (DD-865). Екіпаж Charles R. Ware боровся з пожежами на Horta Barbosa та забрав близько 26 членів екіпажу з Sea Star, більшість з яких було доставлено до Бахрейну для надання медичної допомоги та репатріації.